# Beaver Cove
Beaver Cove és una població dels Estats Units a l'estat de Maine (EUA). Segons el cens del 2000 tenia 91 habitants.

## Demografia
Segons el cens del 2000, Beaver Cove tenia 91 habitants, 46 habitatges, i 28 famílies. La densitat de població era d'1,1 habitants per km².
Dels 46 habitatges en un 13% hi vivien nens de menys de 18 anys, en un 58,7% hi vivien parelles casades, en un 2,2% dones solteres, i en un 39,1% no eren unitats familiars. En el 37% dels habitatges hi vivien persones soles el 13% de les quals corresponia a persones de 65 anys o més que vivien soles. El nombre mitjà de persones vivint en cada habitatge era d'1,98 i el nombre mitjà de persones que vivien en cada família era de 2,57.
Per edats la població es repartia de la següent manera: un 13,2% tenia menys de 18 anys, un 3,3% entre 18 i 24, un 19,8% entre 25 i 44, un 41,8% de 45 a 60 i un 22% 65 anys o més.
L'edat mediana era de 54 anys. Per cada 100 dones de 18 o més anys hi havia 102,6 homes.
La renda mediana per habitatge era de 23.500 $ i la renda mediana per família de 25.417 $. Els homes tenien una renda mediana de 16.250 $ mentre que les dones 11.250 $. La renda per capita de la població era d'11.751 $. Entorn del 35,5% de les famílies i el 33% de la població estaven per davall del llindar de pobresa.